# Список міністрів закордонних справ Мексики

Список міністрів закордонних справ Мексики

## Міністри закордонних справ Мексики
1. Хенаро Естрада Феліс — (1930–1932);
2. Мануель Тельєс — (1932);
3. Хосе Мануель Пуїг Касауранк — (1933–1934);
4. Еміліо Портес Хіль — (1934–1935);
5. Хосе Анхель Сенісерос Дуранго — (1935) в.о.;
6. Едуардо Хай — (1935–1940);
7. Ескіель Паділля Пеналоса — (1940–1945);
8. Франсіско Кастільо Нахера — (1945–1946);
9. Хайме Торрес Бодет — (1946–1948);
10. Мануель Тельо Боррод — (1948–1952);
11. Луїс Паділля Нерво — (1952–1958);
12. Мануель Тельо Боррод — (1958–1964);
13. Хосе Горостіса Алькала — (1964);
14. Антоніо Каррільо Флорес — (1964–1970);
15. Еміліо Оскар Рабаса — (1970–1975);
16. Альфонсо Гарсія Роблес — (1975–1976);
17. Сантьяго Роель Гарсіа — (1976–1979);
18. Хорхе Кастанеда-і-Альварес де ла Роса — (1979–1982);
19. Бернардо Сепульведа Амор — (1982–1988);
20. Фернандо Солана Моралес — (1988–1993);
21. Карлос Салінас де Гортарі — (1993–1994);
22. Мануель Тельо Масіас — (1994);
23. Хосе Анхель Гурріа Тревіньо — (1994–1998);
24. Марія дель Росаріо Грін Масіас де Еллер — (1998–2000);
25. Хорхе Герман Кастанеда Гутман — (2000–2003);
26. Луїс Ернесто Дербес Баутіста — (2003–2006);
27. Патрісія Еспіноса Канетельяно — (2006—2012);
28. Хосе Антоніо Меаде[en] — (2012—2015);
29. Клаудія Руїс-Массьє[en] — (2015—2016);
30. Луїс Відегарай Касо[en] — (2017—2018);
31. Марсело Ебрард[en] — (з 1 грудня 2018).